# 浅井一郎
浅井 一郎（淺井、あさい いちろう、1883年（明治16年）1月 - 1968年（昭和43年）6月20日）は、大正から昭和期の実業家、政治家。参議院議員、千葉県君津郡大貫町長。

## 経歴
千葉県天羽郡、のちの大貫村（君津郡大貫町、大佐和町、富津町を経て現富津市）で生まれる。日本法律学校（現日本大学）を修了。アメリカに留学し、コロンビア大学で法律学を学んだ。
インターナショナル活動会社副社長、ヴァキュームオイル・レファイニング会社重役を歴任。帰国後、大貫町長に就任。その他、千葉新聞社顧問、新千葉新聞社顧問、日本製塩顧問、日本国民食糧顧問、木更津自動車顧問、木更津ホテル顧問、木更津合同タクシー顧問、木更津木工顧問、木更津印刷顧問などを務めた。
1947年（昭和22年）4月の第1回参議院議員通常選挙で千葉県地方区から民主党公認で立候補して当選（補欠、任期3年）し、参議院議員に1期在任した。その後、1950年（昭和25年）6月の第2回通常選挙で全国区から国民民主党公認で立候補したが落選した。
1968年（昭和43年）6月20日、死去した。85歳没。同月26日、特旨を以て位記を追賜され、死没日付をもって従五位勲四等に叙され、旭日小綬章を追贈された。墓所は青山霊園。